# Bart Wuyts
Bart Wuyts (ur. 15 września 1969 w Leuven) – belgijski tenisista, reprezentant w Pucharze Davisa.

## Kariera tenisowa
Karierę zawodową Wuyts rozpoczął w 1988 roku, a zakończył w 1996 roku.
W grze pojedynczej wygrał 3 turnieje kategorii ATP Challenger Tour. Najlepszym wynikiem Belga w zawodach wielkoszlemowych jest awans do 3 rundy French Open 1992, gdzie wyeliminował Andersa Järryda i Guya Forgeta, a przegrał z Emiliem Sánchezem.
W latach 1988–1994 reprezentował Belgię w Pucharze Davisa, rozgrywając przez ten okres 21 meczów singlowych, z których w 15 zwyciężył oraz 1 przegrany pojedynek deblowy.
W rankingu gry pojedynczej Wuyts najwyżej był na 69. miejscu (28 września 1992), a w klasyfikacji gry podwójnej na 457. pozycji (3 października 1988).

### Zwycięstwa w turniejach ATP Challenger Tour w grze pojedynczej
| Końcowy wynik | Nr | Data             | Turniej  | Nawierzchnia | Przeciwnik         | Wynik finału  |
| ------------- | -- | ---------------- | -------- | ------------ | ------------------ | ------------- |
| Zwycięzca     | 1. | 20 sierpnia 1989 | Odrimont | Ceglana      | Olivier Soules     | 0:6, 6:3, 6:1 |
| Zwycięzca     | 2. | 28 kwietnia 1991 | Lizbona  | Ceglana      | Nuno Marques       | 6:2, 6:4      |
| Zwycięzca     | 3. | 7 lipca 1991     | Porto    | Ceglana      | Martin Wostenholme | 6:3, 7:5      |